# Iodeto de tungsténio (III)
O iodeto de tungsténio (III) / tungstênio (III) ou tri-iodeto de tungsténio / tungstênio é um composto químico de tungsténio e iodo com a fórmula WI3.

## Preparação
O iodeto de tungsténio (III) pode ser preparado reduzindo o hexacarbonilo de tungsténio com iodo.
{\displaystyle \mathrm {2\ W(CO)_{6}+3\ I_{2}\longrightarrow 2\ WI_{3}+12\ CO} }

## Propriedades
O iodeto de tungsténio (III) é um sólido preto que liberta iodo à temperatura ambiente, sendo menos estável que o iodeto de molibdénio (III). É solúvel em acetona e nitrobenzeno, e ligeiramente solúvel em clorofórmio. 